# Raubritter
Raubritter (z niem. rycerz rozbójnik) – określenie raubritter, które pojawiło się dopiero w XVIII-wiecznych niemieckich romansach rycerskich, oznacza rycerzy lub osoby z rycerskiego rodu, trudniące się napadami, szczególnie na przejeżdżających w pobliżu ich zamku kupców i podróżnych. W Polsce przyjęło się na równi z polską nazwą rycerz-rozbójnik wskutek powszechnej opinii, że zwłaszcza średniowieczne Niemcy dotknięte były tą plagą.

## Kształtowanie się raubritterów. Przedstawiciele
Charakter prowadzenia wojen średniowiecznych, zwłaszcza lokalnych waśni między feudałami, rozmaitość praw lokalnych, dotyczących np. prawa poboru myta, świadczeń od podległej ludności, ceł i podatków od miast, sprawiają, że wiele czynów opisywanych przez kronikarzy, noszących w naszych oczach cechy rabunku, w średniowieczu było egzekwowaniem swoich legalnych praw albo ówczesnym sposobem prowadzenia wojny. Jednak z całą pewnością istniały przypadki rycerzy, którzy byli bandytami i według norm średniowiecznych i współczesnych. Niekiedy nawet dochodziło do tworzenia związków, dziś nazywanych zorganizowanymi grupami przestępczymi. Obronne siedziby, brak silnej władzy centralnej i rozdrobnienie feudalne sprzyjały temu procederowi. Dlatego najwięcej historycznych przypadków raubritterów znamy z terenów gór Bawarii, Tyrolu, Włoch, Śląska, Szkocji. Ofiarami byli głównie kupcy, ale w Anglii ok. 1320 roku powstały gangi rycerskie które porywały zamożnych zakładników.
Raubritterzy pojawili się na ziemiach polskich także w znaczącej liczbie, również na Pomorzu i Śląsku (Dolnym i Górnym). Rozbójnictwem trudnił się ród Osińskich z Muszkowic. Większość wiadomości pojawia się po wojnach husyckich w XV w., gdy panował chaos polityczny i prawny. Wielu z nich przeszło do legend, jak Czarny Krzysztof z Olszanicy pod Złotoryją, grabiący od ok. 1500 do 1512 r. Ujęty i stracony w Legnicy, wcześniej dokonywał napadów na kupców, mieszczan, rycerzy i podróżnych. Często oprócz odebrania konia, wozu, pieniędzy czy towaru on i jego kompani dodatkowo obcinali rękę lub zabijali na miejscu.
W XV wieku znanymi rycerzami rozbójnikami byli również Skrzyńscy herbu Łabędź, właściciele zamku w Barwałdzie, zamku na wzgórzu Grojec w Żywcu oraz średniowiecznego zamku stojącego na miejscu obecnego Starego Zamku w Żywcu; w XV wieku gniazdem raubritterów był również maleńki zamek w Malcu, opanowany w 1452 przez Piotra Szafrańca herbu Starykoń.

## Przyczyny powstawania band rycerskich
Rycerze utrzymywali się z łupów wojennych i z nadanych im ziem. Brak wojen oraz wielki kryzys w rolnictwie spowodował brak źródeł utrzymania.

## Opinia o rycerzach-rozbójnikach
Obecnie sądzi się, że liczba rycerzy, trudniących się niejako zawodowo i programowo rabunkiem na własny rachunek, bywała przeceniana: zagrożenie od strony rycerzy było mniejsze niż od innych rozbójniczych band.
Rycerze-rozbójnicy stali się jedną z inspiracji dla postaci zbójcerzy z komiksów Janusza Christy o Kajku i Kokoszu. Raubritterzy zostali także ukazani w opowiadaniu Teodora Jeske-Choińskiego Rycerz-bandyta i także w Trylogii husyckiej Andrzeja Sapkowskiego.